# Def Jam: Icon
Def Jam: Icon er et kampspil, og er det tredje i Def Jam, hip hop serien, produceret af Electronic Arts. Spillet er udviklet af EA Chicago. Spillet blev udgivet for PlayStation 3 og Xbox 360 den 23. marts 2007 i Europa. Def Jam:Icon er opfølgeren til Def Jam: Fight for NY.
| computerspil | Spire Denne computerspilsrelaterede artikel er en spire som bør udbygges. Du er velkommen til at hjælpe Wikipedia ved at udvide den. |

1. ↑  Navnet er anført på engelsk og stammer fra Wikidata hvor navnet endnu ikke findes på dansk.